# バラライカ (カクテル)
バラライカ（英: Balalaika、英: Balalaika cocktail）は、ウォッカベースのカクテルである。

## 概要

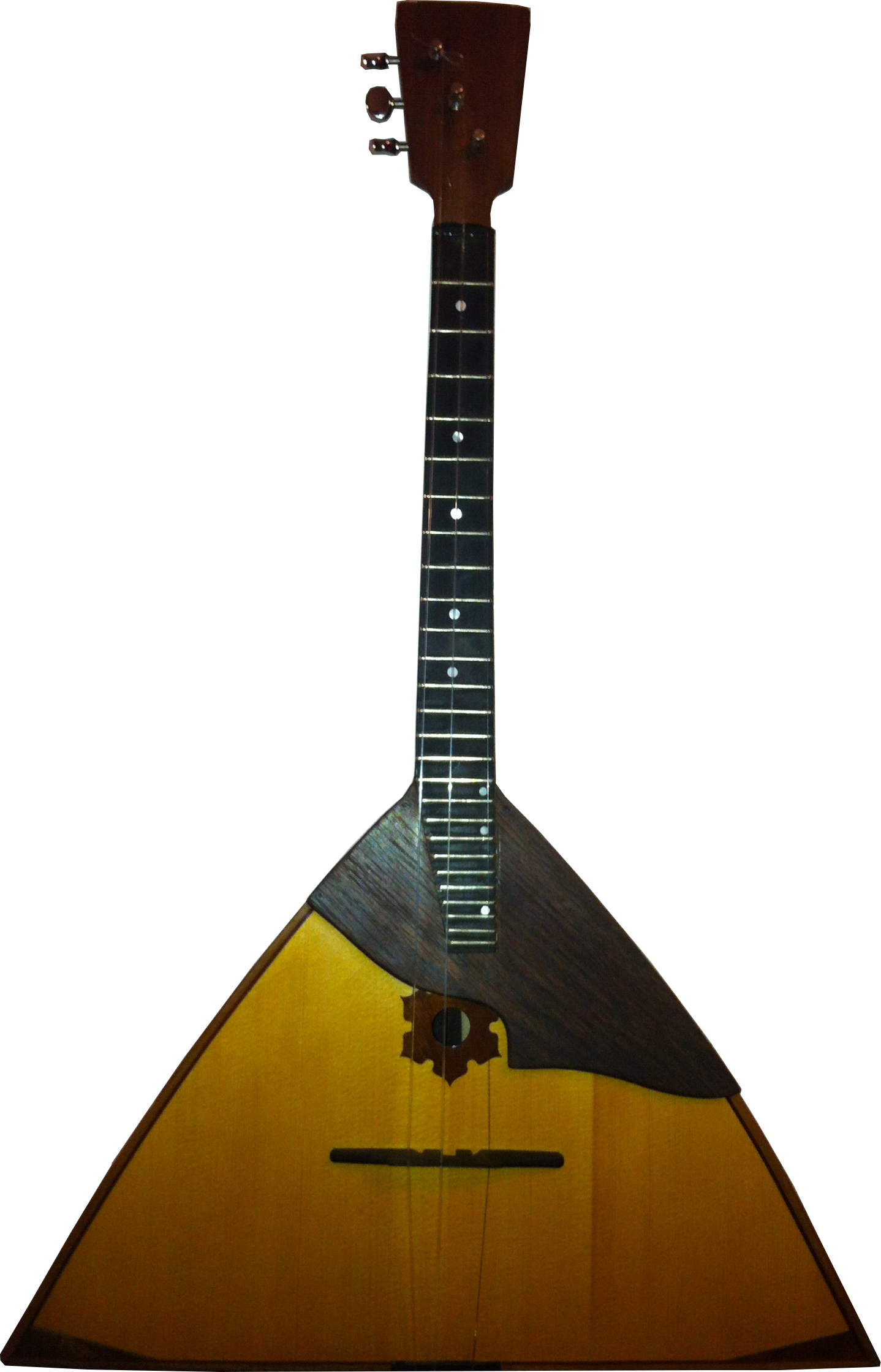
楽器のバラライカ

サイドカーのバリエーションの1つであり、ウォッカ・サイドカーとも呼ばれる。ホワイト・キュラソーとレモンジュースの風味はすっきりとした口当たりと適度な甘味、酸味となり、このカクテルのファンという人も多い。シンプルなレシピであるが故に、使用する銘柄の違いや作り手による味わいの違い、甘味と酸味のバランスが異なってくる。
バラライカはロシアの民族楽器の名称。共鳴胴が三角錘形をしているのが特徴であり、この形状がカクテル・グラスを逆さまにしたものに似ているとも言われる。この民族楽器は1965年の映画『ドクトル・ジバゴ』で使用されていたことで、日本でも広く知られるようになった。
サイドカーのベースを「ロシアの酒」というイメージの強いウォッカに換えたカクテルであり、白色の液色は楽器のバラライカの音色をイメージするとも言われる。

## レシピの例
レシピの例を以下に記す。
材料
- ウォッカ　- 1/2
- ホワイト・キュラソー（コアントロー、トリプルセック）  - 1/4
- レモン・ジュース - 1/4

作り方
1. 材料をシェイクしてカクテル・グラスに注ぐ。

## バリエーション
ブルー・ラグーン
ホワイト・キュラソーをブルー・キュラソーにかえる。